# Wartość hodowlana
Wartość hodowlana – zgodnie z uchyloną ustawą o organizacji hodowli i rozrodzie zwierząt gospodarskich (Dz.U. z 2017 r. poz. 2132, z późn. zm.) uwarunkowana genetycznie zdolność zwierzęcia gospodarskiego do przekazywania określonej cechy lub cech potomstwu.